# Obersächsischer Reichskreis

Eine Karte der Reichskreise am Ende des 16. Jahrhunderts. Der Obersächsische Reichskreis ist in Rot dargestellt.

Der Obersächsische Reichskreis umfasste Territorien in Mittel- und Nordostdeutschland. Er bestand vom Anfang des 16. Jahrhunderts bis zum Ende des Heiligen Römischen Reiches im Jahre 1806. Er diente zur Koordination gemeinsamer Angelegenheiten der beteiligten Reichsstände und hatte zum Beispiel Kompetenzen im Münzwesen. Er hatte die Abführung der Reichshilfen zu besorgen und die Stellung von Truppen für den Kaiser gemäß den Beschlüssen des Reichstages zu organisieren.

## Geschichte
Der Obersächsische Reichskreis entstand 1512 als einer von zehn Reichskreisen des Heiligen Römischen Reiches im Zuge der Reformen Kaisers Maximilian I. (1459–1519). Wesentliche Aufgabe des Kreises waren in seinem Bereich die Wahrung des Landfriedens, die Erhebung der Reichssteuern und die Aufstellung der Reichsarmee.
Kreisausschreibender Fürst des obersächsischen Reichskreises war der Kurfürst von Sachsen. Das heißt, er hatte die Tagungen der Mitglieder oder ihrer Gesandten zu organisieren, die über die Regelung von Angelegenheiten gemeinsamen Interesses berieten. Veranstaltungsort der Kreistage war in der Regel Leipzig, aber auch Frankfurt (Oder) und Jüterbog. Nach dem Westfälischen Frieden verschoben sich die Gewichte immer stärker zugunsten der großen obersächsischen Stände Kursachsen und Kurbrandenburg. Aufgrund einer ausgeprägten Rivalität zwischen Sachsen und Brandenburg wurde das innere Gefüge des Kreises nachhaltig gestört, so dass – 120 Jahre vor dem offiziellen Ende des Heiligen Römischen Reiches und der Reichskreise – bereits 1683 der letzte obersächsische Kreistag stattfand.

## Territorien des Reichskreises
Der obersächsische Reichskreis umfasste neben den meisten wettinischen Territorien auch die anhaltischen Fürstentümer, das Kurfürstentum Brandenburg, die pommerschen Herzogtümer sowie die Gebiete der Grafen Reuss, Schönburg und Schwarzburg und umschrieb damit ein Gebiet, welches heute größtenteils in den ostdeutschen Bundesländer und in den polnischen Woiwodschaften Westpommern und Lebus liegt.
Auf dem Gebiet der heutigen Bundesländer Sachsen-Anhalt und Thüringen gehörten jedoch das Erzstift Magdeburg (mit Halle/Saale), das Hochstift (spätere Fürstentum) Halberstadt sowie die Reichsstädte Nordhausen und Mühlhausen zum niedersächsischen Reichskreis und die Herrschaftsgebiete der zwei letzten Linien der Grafen von Henneberg, also große Teile des heutigen Südthüringen zum fränkischen Reichskreis. Außerdem gehörten die Stadt Erfurt mit ihrem Gebiet und das Eichsfeld zum Erzstift Mainz – und damit zum kurrheinischen Kreis. Die kursächsischen Markgraftümer Nieder- und Oberlausitz gehörten als frühere Länder der Böhmischen Krone zu keinem Reichskreis.
Im Einzelnen gehörten folgende Territorien zum obersächsische Reichskreis, von denen einzelne nur zeitweise bestanden.

### Kurfürstentümer
- Kurfürstentum Sachsen
- Kurfürstentum Brandenburg

### Geistliche Fürstentümer
- Hochstift Cammin – 1648 an Kurfürstentum Brandenburg
- Hochstift Naumburg – ab 1564 lutherische Administratoren

### Reichsprälaturen
- Abtei Quedlinburg
- Abtei Gernrode – an Anhalt
- Stift Walkenried – 1648 an Fürstentum Braunschweig-Wolfenbüttel

### Weltliche Fürstentümer
- Fürstentum Anhalt
- Sachsen-Altenburg
- Sachsen-Coburg
- Sachsen-Coburg-Eisenach
- Sachsen-Coburg-Saalfeld
- Sachsen-Eisenberg
- Sachsen-Eisenach
- Sachsen-Gotha
- Sachsen-Gotha-Altenburg
- Sachsen-Hildburghausen
- Sachsen-Jena
- Sachsen-Saalfeld
- Sachsen-Weimar
- Herzogtum Sachsen-Weißenfels(-Querfurt) – seit 1746 an Kursachsen
- Herzogtum Hinterpommern (preußisch) – 1648 an Brandenburg
- Herzogtum Vorpommern (schwedisch) – 1648 an Schweden
- Fürstentum Reuß
- Fürstentum Schwarzburg-Rudolstadt
- Fürstentum Schwarzburg-Sondershausen

### Reichsgrafschaften und Reichsherrschaften
- Grafschaft Barby – 1659 an Kursachsen
- Grafschaft Hohnstein
- Fürstentum Hatzfeld
- Grafschaft Lohra
- Grafschaft Klettenberg
- Grafschaft Mansfeld – an Brandenburg und Kursachsen
- Herrschaften der Grafen von Schönburg (Schönburgische Rezessherrschaften): die vormals angeblich reichsfreien   (reichsunmittelbaren)  Herrschaften und später – aber vor 1543 – böhmischen Reichsafterlehen Waldenburg/Sachsen, Glauchau und Lichtenstein/Sachsen, wobei Hartenstein und Stein nach Stellungnahmen der Grafen Schönburg an die Reichskanzlei von 1724 und 1734 darauf aufmerksam machten, dass es sich bei Hartenstein um ein markgräflich sächsisches Lehen handele und dieses demnach irrtümlich im Grafendiplom von 1700 aufgeführt worden sei. Als Mitglieder des obersächsischen Reichskreises und des Wetterauer Grafenvereins 1656 hätten die drei erstgenannten Herrschaften fast souveräne Reichsstände sein müssen. Sie haben aber im 17. Jh. schon verschiedentlich die sächsische Territorialhoheit anerkannt und deshalb ist diese Souveränität stets auch angezweifelt worden; mit dem „Rezess“ (Vergleich) mit dem sächsischen Kurfürsten von 1740 haben sie indessen seine Oberhoheit anerkannt und somit ihre Teil-Souveränität auch deshalb formell eingebüßt. Daher kann auch die 1790 in Frankfurt erfolgte Fürstung von Schönburg-Waldenburg und Schönburg-Hartenstein nur ein Titularfürstentum ohne Reichstandschaft bedeuten. Im 19. Jahrhundert wurden sie dennoch als Standesherren anerkannt.
- Grafschaft Stolberg – 1738 an Kurfürstentum Sachsen
- Grafschaft Wernigerode – 1714 an Brandenburg
- Herrschaft Ruppin gehörte gemäß der Reichsmatrikel von 1521 ebenfalls zum Obersächsischen Reichskreis, stand zu diesem Zeitpunkt aber wahrscheinlich bereits unter der Oberlehnshoheit der Markgrafen von Brandenburg, die die Herrschaft 1524 schließlich einzogen.